# Kreis Iserlohn
Der Kreis Iserlohn war ein Kreis in Nordrhein-Westfalen, Deutschland. Er lag im Nordwesten des Sauerlands und gehörte zum Regierungsbezirk Arnsberg. Der Kreis grenzte im Uhrzeigersinn an den Kreis Unna, den Kreis Soest, den Kreis Arnsberg, den Kreis Altena, den Ennepe-Ruhr-Kreis, die kreisfreie Stadt Hagen und die kreisfreie Stadt Dortmund. Die kreisfreie Stadt Iserlohn (zugleich Kreisstadt) bildete eine Enklave im Kreis (sog. Kragenkreis).

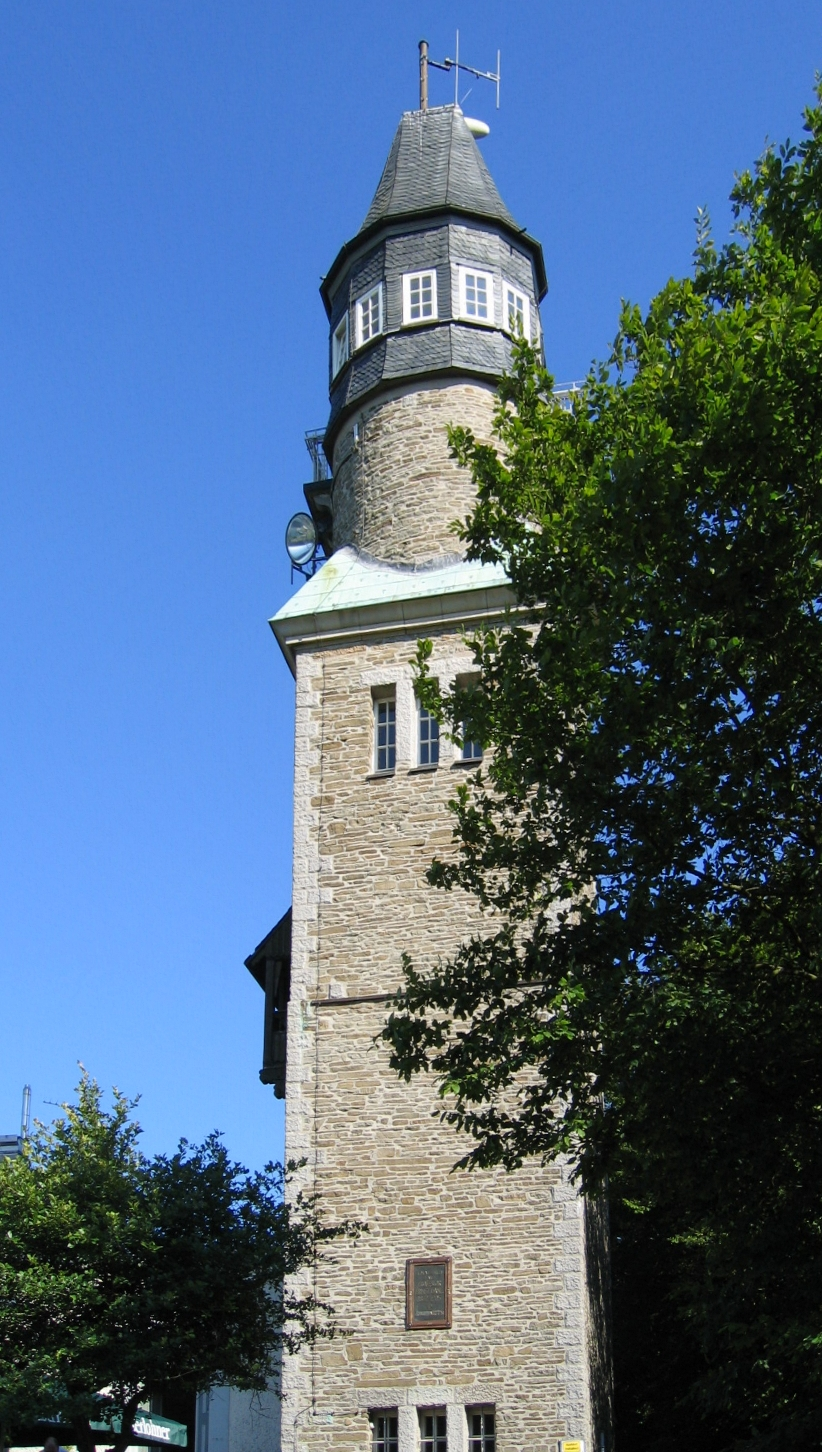
Danzturm in Iserlohn

## Geographie

### Lage
Der Kreis Iserlohn lag im Herzen Nordrhein-Westfalens am Mittellauf der Ruhr und Unterlauf der Lenne im Westen und der Hönne im Osten. Der niedrigste Punkt lag bei 91 m ü. NN im Ruhrtal an der Kreisgrenze in Westhofen, der höchste Punkt war der 493,9 m hohe Rüssenberg in Iserlohn-Kesbern.

## Geschichte

### Geschichtliche Entwicklung

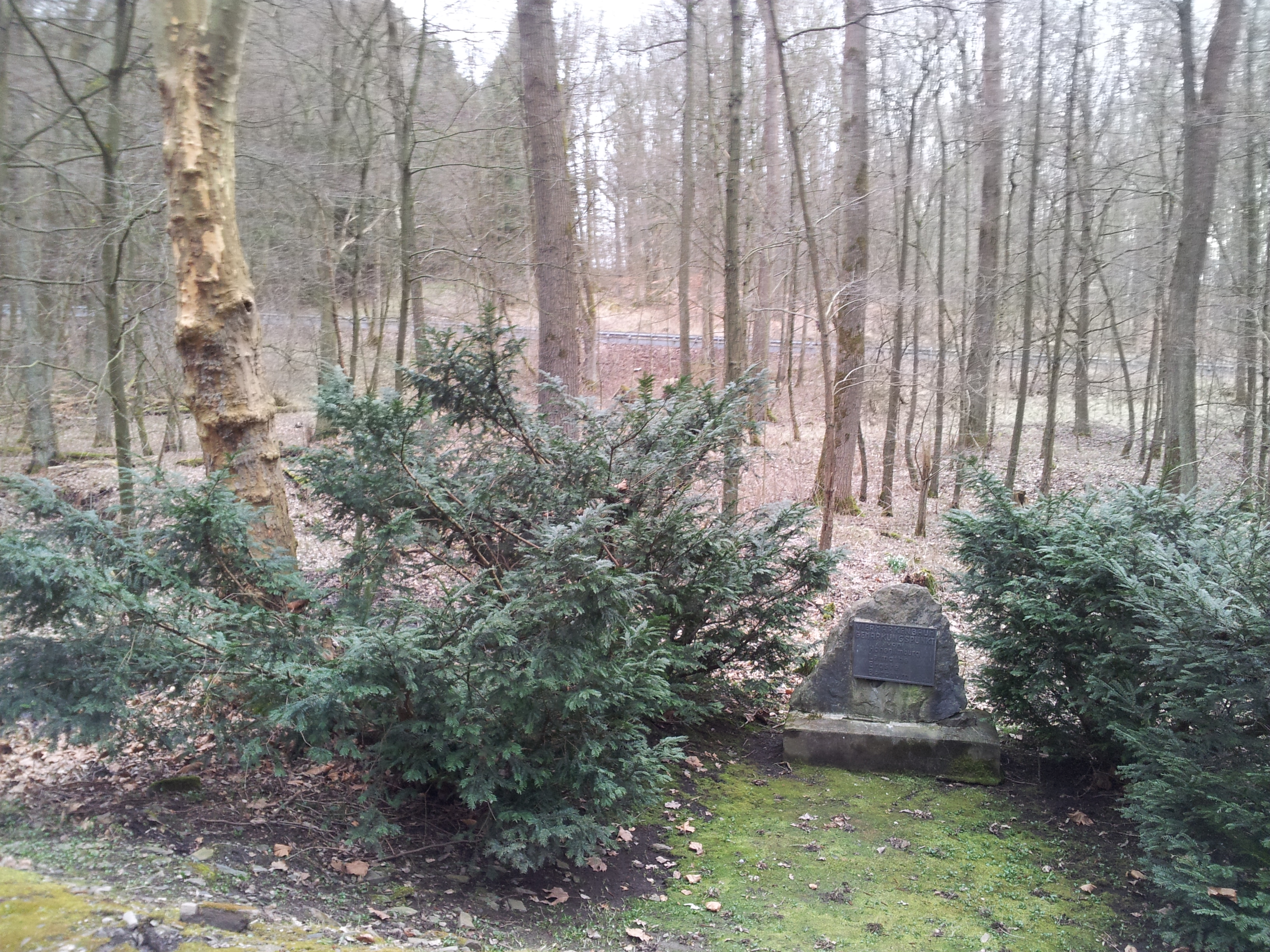
Viermarkenbaum (Gemarkungspunkt zwischen Hohenlimburg, Letmathe, Ergste und Berchum)

Der Kreis Iserlohn wurde 1817 von Preußen im Regierungsbezirk Arnsberg der Provinz Westfalen gegründet. Er ging aus unterschiedlichen historischen Territorien hervor:
1. der Grafschaft Limburg mit Limburg, Elsey, Berchum, Ergste, Letmathe, Oestrich, Hennen und Henkhausen
2. Teilen der Grafschaft Mark mit Iserlohn und dem Amt Hemer
3. dem westlichen Teil des Herzogtums Westfalen mit der Stadt und dem Amt Menden sowie Balve

Der Kreissitz des Kreises war ein Jahr lang auf Schloss Melschede bei Langscheid. Der Schlossherr Friedrich Freiherr von Wrede zu Melschede wurde am 19. Februar 1817 zum ersten Landrat des Kreises gewählt. Nach kurzer Zeit gab er das Amt ab. Sein Nachfolger Peter Eberhard Müllensiefen aus Iserlohn wurde am 13. November 1817 eingeführt. 1818 wechselte der Kreissitz nach Iserlohn.
Das Kreisgebiet umfasste anfangs 603 km². Die Bevölkerung von 15.129 Einwohnern verteilte sich auf 179 Ortschaften. 1819 und 1832 wurden mehrere Gemeinden an den Kreis Arnsberg abgegeben:
- Echthausen, Voßwinkel, Holzen, Enkhausen und Langscheid an das Amt Hüsten
- Affeln, Altenaffeln, Asbeck, Blintrop, Balve, Eisborn, Volkringhausen, Beckum, Mellen, Garbeck, Langenholthausen und Küntrop an das Amt Balve sowie
- Amecke, Allendorf, Stockum, Hagen und Endorf an das Amt Sundern

Der Kreistag hatte 20 Mandate und setzte sich aus vier Ständen zusammen. Der Fürst von Bentheim-Tecklenburg besaß ein Mandat, die Rittergutsbesitzer besaßen elf Mandate und die vier Städte des Kreises sowie die Vertreter der Landgemeinden jeweils vier Mandate. Die Politik orientierte sich damit überverhältnismäßig an den Interessen der Rittergutsbesitzer. Eine Vertretung der Kommunen war nicht möglich, das Prinzip der „Selbstverwaltung der Kreise“ wurde der Bevölkerung nicht deutlich. Die Vormachtstellung der Rittergutsbesitzer wurde erst mit der Novelle der Kreisordnung vom 31. Juli 1886 beseitigt. Dadurch konnte die Idee der Selbstverwaltung verwirklicht werden.
Der Kreis war anfänglich in die fünf Bürgermeistereien Ergste, Hemer, Iserlohn, Limburg und Menden gegliedert. Die Bürgermeistereien Ergste, Hemer, Iserlohn und Limburg waren während der Franzosenzeit im napoleonischen Satellitenstaat Großherzogtum Berg eingerichtet worden. Die Bürgermeisterei Menden ging aus dem Amt Menden des Herzogtums Westfalen hervor.
Im Rahmen der Einführung der Landgemeinde-Ordnung für die Provinz Westfalen wurden die Bürgermeistereien 1843 und 1844 in Ämter überführt, wobei die Städte Iserlohn und Menden amtsfrei blieben. Der Kreis umfasste seit dieser Zeit zunächst vier Ämter und insgesamt 30 Gemeinden:
| Verwaltungsgliederung seit 1844 | Verwaltungsgliederung seit 1844 |
| Amt                             | Gemeinden |
| ------------------------------- | --- |
| Ergste                          | Berchum, Ergste und Hennen |
| Hemer                           | Becke, Brockhausen, Deilinghofen, Evingsen, Frönsberg, Ihmert, Calle, Kesbern, Landhausen, Lössel, Niederhemer, Oberhemer, Sundwig und Westig |
| Limburg                         | Elsey, Letmathe, Limburg und Oestrich |
| Menden                          | Böingsen, Halingen, Holzen, Oesbern, Schwitten, Sümmern und Wimbern                                                                           |
| amtsfrei                        | Iserlohn und Menden |

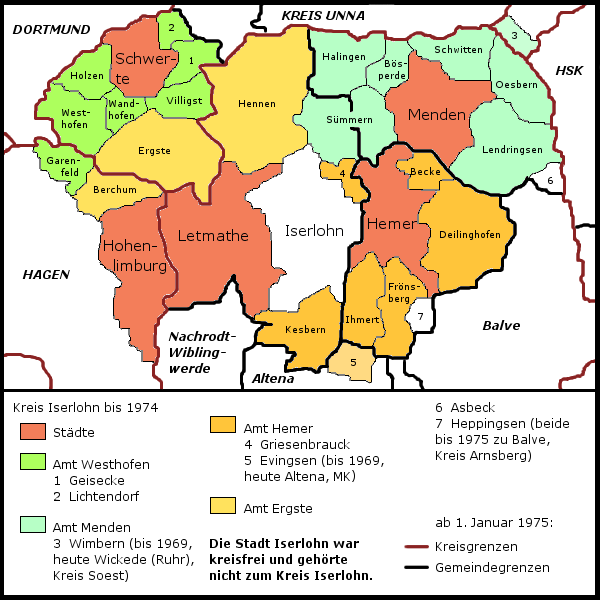
Kreis Iserlohn (farbig) bis 31. Dezember 1974 – Grenzen ab 1. Januar 1975

Der Name von Limburg wurde 1879 in Hohenlimburg geändert und 1902 wurde Elsey in die Stadt Hohenlimburg eingemeindet, die gleichzeitig amtsfrei wurde. Letmathe und Oestrich, die beiden verbleibenden Gemeinden des Amtes Limburg, bildeten nun das Amt Letmathe-Oestrich. Die Stadt Iserlohn wurde 1907 kreisfrei, blieb jedoch Kreissitz. Der Kreis Iserlohn hieß seitdem Landkreis Iserlohn. Niederhemer und Oberhemer wurden 1910 zur Gemeinde Hemer zusammengeschlossen.
1922 bildete Letmathe ein eigenes Amt und Oestrich bildete mit dem aus dem Amt Hemer herausgelösten Gemeinde Lössel das neue Amt Oestrich. 1929 traten die Stadt Schwerte und das Amt Westhofen aus dem aufgelösten Landkreis Hörde zum Landkreis Iserlohn, außerdem wurden Brockhausen nach Deilinghofen, Calle nach Iserlohn sowie Landhausen, Sundwig und Westig nach Hemer eingemeindet. Das Amt Letmathe wurde 1934 aufgehoben. 1936 erhielten Hemer und Letmathe das Stadtrecht, wobei Hemer nun ebenfalls amtsfreie Stadt wurde. Im selben Jahr wurde Böingsen in Lendringsen umbenannt.
1956 wurde das Amt Oestrich aufgelöst und zum größten Teil der Stadt Letmathe zugeschlagen. Der restliche Teil des Amtes, darunter Iserlohner Heide, Gerlingsen, Hombruch und Nußberg, ging an die Stadt Iserlohn. 1969 wurde Berchum nach Hohenlimburg eingemeindet. Gleichzeitig wurden Evingsen nach Altena im Kreis Lüdenscheid sowie Wimbern nach Wickede (Ruhr) im Kreis Soest eingemeindet.
Am 1. Oktober 1969 wurde aus dem Landkreis der Kreis Iserlohn.

### Kreisgliederung vor der Auflösung
Der Kreis Iserlohn bestand zuletzt aus 6 Städten und 4 Ämtern mit 20 Gemeinden. Zum 31. Dezember 1972 verteilte sich das Kreisgebiet mit einer Größe von 338,63 km² auf die einzelnen Gemeinden mit insgesamt 207.158 Einwohnern wie folgt:
| Gemeinde          | Amtszugehörigkeit | Fläche in km² | Einwohnerzahl 1972 | Einwohnerzahl 2002   | Stadt / Kreis ab 1975                              |
| ----------------- | ----------------- | ------------- | ------------------ | -------------------- | -------------------------------------------------- |
| Menden 1, 2       | keine             | 19,10         | 30.391             | 60.088               | Menden (Sauerland) – Märkischer Kreis              |
| Letmathe 1        | keine             | 35,41         | 27.195             | 27.683               | Iserlohn – Märkischer Kreis                        |
| Hohenlimburg 1, 3 | keine             | 18,37         | 26.423             | 27.423               | Kreisfreie Stadt Hagen                             |
| Schwerte 1        | keine             | 10,91         | 24.288             | 52.816               | Schwerte – Kreis Unna                              |
| Hemer 1, 2        | keine             | 27,00         | 24.790             | 37.346               | Hemer – Märkischer Kreis                           |
| Berchum 3         | Amt Ergste        | 06,42         | 01.638             | 05.132               | Kreisfreie Stadt Hagen                             |
| Ergste 2          | Amt Ergste        | 19,00         | 04.854             | 07.533               | Schwerte – Kreis Unna                              |
| Hennen            | Amt Ergste        | 32,80         | 07.141             | 09.801               | Iserlohn – Märkischer Kreis                        |
| Becke             | Amt Hemer         | 05,52         | 01.387             |                      | Hemer – Märkischer Kreis                           |
| Deilinghofen      | Amt Hemer         | 18,84         | 04.578             |                      | Hemer – Märkischer Kreis                           |
| Frönsberg         | Amt Hemer         | 06,04         | 00.699             |                      | Hemer – Märkischer Kreis                           |
| Ihmert            | Amt Hemer         | 11,53         | 04.055             |                      | Hemer – Märkischer Kreis                           |
| Kesbern           | Amt Hemer         | 13,24         | 00.478             | 00.495               | Iserlohn – Märkischer Kreis                        |
| Bösperde          | Amt Menden        | 06,19         | 03.283             | 03.066               | Menden (Sauerland) – Märkischer Kreis              |
| Halingen          | Amt Menden        | 11,02         | 01.541             | 01.961               | Menden (Sauerland) – Märkischer Kreis              |
| Lendringsen       | Amt Menden        | 19,54         | 14.320             | 14.273               | Menden (Sauerland) – Märkischer Kreis              |
| Oesbern           | Amt Menden        | 10,84         | 00.822             | 00.605               | Menden (Sauerland) – Märkischer Kreis              |
| Schwitten         | Amt Menden        | 11,61         | 02.215             | 02.468               | Menden (Sauerland) – Märkischer Kreis              |
| Sümmern           | Amt Menden        | 15,18         | 03.631             | 7.070 + 257 (Ost-S.) | Iserlohn und Menden (Sauerland) – Märkischer Kreis |
| Garenfeld         | Amt Westhofen     | 04,98         | 01.124             |                      | Kreisfreie Stadt Hagen                             |
| Geisecke          | Amt Westhofen     | 04,19         | 01.212             | 02.738               | Schwerte – Kreis Unna                              |
| Holzen            | Amt Westhofen     | 07,52         | 07.852             | 4.947 + 6.870 (DO)   | Schwerte – Kreis Unna und Dortmund                 |
| Lichtendorf       | Amt Westhofen     | 04,88         | 02.975             | 395 + 2.647 (DO)     | Schwerte – Kreis Unna und Dortmund                 |
| Villigst          | Amt Westhofen     | 06,95         | 02.970             | 03.587               | Schwerte – Kreis Unna                              |
| Wandhofen         | Amt Westhofen     | 03,15         | 01.402             | 02.330               | Schwerte – Kreis Unna                              |
| Westhofen 1, 2    | Amt Westhofen     | 08,41         | 05.894             | 06.047               | Schwerte – Kreis Unna                              |

1 Städte

2 Amtssitze

3 Berchum gehörte seit 1969 zur Stadt Hohenlimburg, hier noch die Zahlen nach alter Gebietseinteilung

kursive Einwohnerzahl: bezogen auf heutiges Stadtgebiet
Die kreisfreie Stadt Iserlohn hatte am 1. März 1973 eine Fläche von 30,81 km² und 57.145 Einwohner. (im heutigen Stadtgebiet lebten 2008: 95.598 Einwohner).

### Auflösung des Kreises
Der Kreis Iserlohn wurde am 1. Januar 1975 aufgelöst, der größte Teil des Kreisgebietes wurde mit dem ehemaligen Kreis Lüdenscheid und der kreisfreien Stadt Iserlohn sowie mit dem Gebiet der heutigen Stadt Balve aus dem ehemaligen Kreis Arnsberg zum neu gebildeten Märkischen Kreis vereinigt. Das Gebiet der heutigen Stadt Schwerte ging an den Kreis Unna, die bis dahin selbstständige Stadt Hohenlimburg wurde zu einem Stadtteil der kreisfreien Stadt Hagen. Sämtliche Ämter wurden aufgelöst. Iserlohn wurde zwar durch Eingemeindungen, insbesondere von Letmathe, die größte Stadt des neuen Kreises, verlor den Kreissitz aber an Lüdenscheid.

### Einwohnerentwicklung
| Jahr | Einwohner | Quelle |
| ---- | --------- | ------ |
| 1819 | 024.336   | [ 10 ] |
| 1832 | 027.131   | [ 1 ]  |
| 1871 | 053.350   | [ 11 ] |
| 1880 | 061.000   | [ 11 ] |
| 1890 | 070.002   | [ 12 ] |
| 1900 | 085.506   | [ 12 ] |
| 1910 | 071.921   | [ 12 ] |
| 1925 | 081.974   | [ 12 ] |
| 1939 | 118.710   | [ 12 ] |
| 1950 | 157.908   | [ 12 ] |
| 1960 | 181.200   | [ 12 ] |
| 1970 | 200.300   | [ 13 ] |
| 1973 | 211.100   | [ 14 ] |

## Politik

### Ergebnisse der Kreistagswahlen ab 1946
In der Liste werden nur Parteien und Wählergemeinschaften aufgeführt, die mindestens zwei Prozent der Stimmen bei der jeweiligen Wahl erhalten haben.
Stimmenanteile der Parteien in Prozent
| Jahr | SPD  | CDU  | FDP  | DZP  | BHE | KPD |
| ---- | ---- | ---- | ---- | ---- | --- | --- |
| 1946 | 41,1 | 40,5 | 02,7 | 09,7 |     | 6,0 |
| 1948 | 41,3 | 34,0 | 04,3 | 13,8 |     | 5,9 |
| 1952 | 37,7 | 28,7 | 13,5 | 10,9 | 4,1 | 3,6 |
| 1956 | 43,5 | 33,3 | 10,8 | 08,2 | 3,8 |     |
| 1961 | 42,0 | 44,1 | 11,5 |      |     |     |
| 1964 | 46,5 | 43,7 | 08,2 |      |     |     |
| 1969 | 47,6 | 46,3 | 04,7 |      |     |     |

### Landräte
- 1817: Friedrich von Wrede
- 1817–1835: Peter Eberhard Müllensiefen
- 1836–1862: Ludwig Schütte
- 1862–1876: August Overweg
- 1877–1887: Maximilian Löbbecke
- 1887–1919: Ullrich Nauck
- 1919–1932: August Loos
- 1932–1935: Hans Storck
- 1935–1939: Karl von Rumohr (NSDAP)
- 1939–1945: Erich Ebel (NSDAP)
- 1945: Richard Klewer
- 1945–1946: Werner Jacobi (SPD)
- 1946–1948: Paul Grote (CDU)
- 1948–1952: Martin Volmert (Zentrum)
- 1952–1954: Josef Vieler (CDU)
- 1954–1956: Stephan Mias (FDP)
- 1956–1961: Hugo Höppe (SPD)
- 1961–1969: Fritz Willmes (CDU)
- 1969–1974: Willy Haarmann (CDU)

### Oberkreisdirektoren
- 1946–1963: Friedrich Lücking (SPD)
- 1963–1974: Jürgen Albath (CDU)

### Wappen
| Wappen des ehemaligen Kreises Iserlohn | Blasonierung: „Geteilt und unten zweimal gespalten; oben in Rot ein wachsendes silbernes (weißes) Ross; unten vorne in Silber (Weiß) ein durchgehendes schwarzes Kreuz, in der Mitte in Gold (Gelb) ein in drei Reihen von Rot und Silber (Weiß) geschachter Balken, hinten in Silber (Weiß) ein doppelschwänziger, blau gekrönter und bewehrter roter Löwe.“ |
| Wappen des ehemaligen Kreises Iserlohn | Wappenbegründung: Das Wappen wurde am 26. April 1935 vom Oberpräsidenten der Provinz Westfalen genehmigt. Es vereinigt die früheren territorialen Zugehörigkeiten. Das westfälische Ross als Zeichen der Zugehörigkeit zur Provinz Westfalen wird hier wachsend dargestellt. Das Kreuz steht für Kurköln als Zeichen für die kurkölnische Stadt und das Amt Menden sowie die Ämter Balve und Sundern (bis 1819/1832). Der Schachbalken steht für die märkischen Städte und Ämter Hemer (Stadt und Amt), Iserlohn (später kreisfrei), Schwerte (ab 1929) und Westhofen (ab 1929). Der limburgische Löwe steht für das limburgische Amt Ergste sowie die Städte Hohenlimburg und Letmathe. |

### Kreispartnerschaften
- Wrexham County Borough, Nordwales (seit 1970)

## Verkehr
Nachfolgend dargestellt sind die Bundesfernstraßen und Eisenbahnlinien zum Stand 31. Dezember 1974.

### Bundesfernstraßen
- A 1 (Hansalinie) Köln–Schwerte–Hamburg–Lübeck
- A 45 (Sauerlandlinie) Dortmund–Ergste–Gießen
- A 46 Hagen–Hohenlimburg–Iserlohn-West
- B 7 Düsseldorf–Hohenlimburg–Iserlohn–Hemer–Menden–Kassel
- B 63 Wimbern–Werl–Hamm
- B 233 Iserlohn–Hennen–Unna–Werne
- B 236 Olfen–Schwerte–Ergste–Letmathe–Winterberg–Wetter (Hess.)
- B 515 Balve–Lendringsen–Menden–Bösperde–Halingen–Langschede

### Eisenbahnlinien

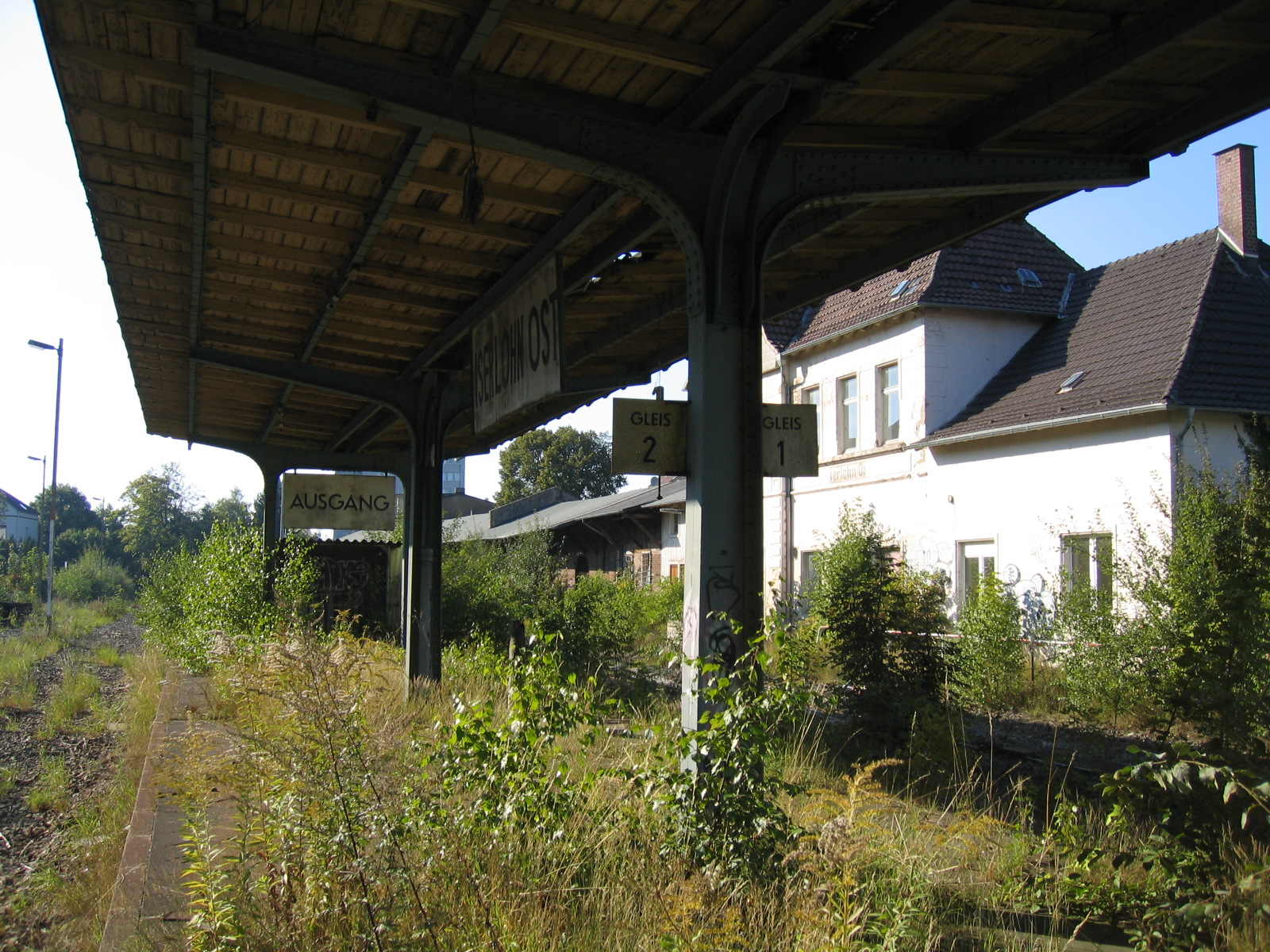
Der stillgelegte Bahnhof Iserlohn Ost im Jahr 2005

- Hagen–Schwerte–Hamm (Westf.) (Bahnstrecke Hagen–Hamm)
- Hagen–Schwerte–Arnsberg–Warburg (Westf.) (Obere Ruhrtalbahn)
- Iserlohn–Schwerte–Dortmund (Ardey-Bahn)
- Letmathe–Iserlohn–Iserlohn Ost–Hemer–Menden–Fröndenberg (Bahnstrecke Letmathe–Fröndenberg)
- Hagen–Hohenlimburg–Letmathe–Altena (Westf.)–Finnentrop–Altenhundem–Hüttental-Weidenau–Siegen (Ruhr-Sieg-Strecke)
- Unna–Fröndenberg–Menden–Neuenrade (Hönnetalbahn)

## Bildung, Kultur und Sehenswürdigkeiten

### Überörtliche Bildungseinrichtungen
- Fachhochschule Südwestfalen, Hauptsitz Iserlohn (bis 31. Dezember 2001: Märkische Fachhochschule)
- Theodor-Reuter-Berufskolleg Iserlohn

### Theater
- Parktheater Iserlohn

### Museen

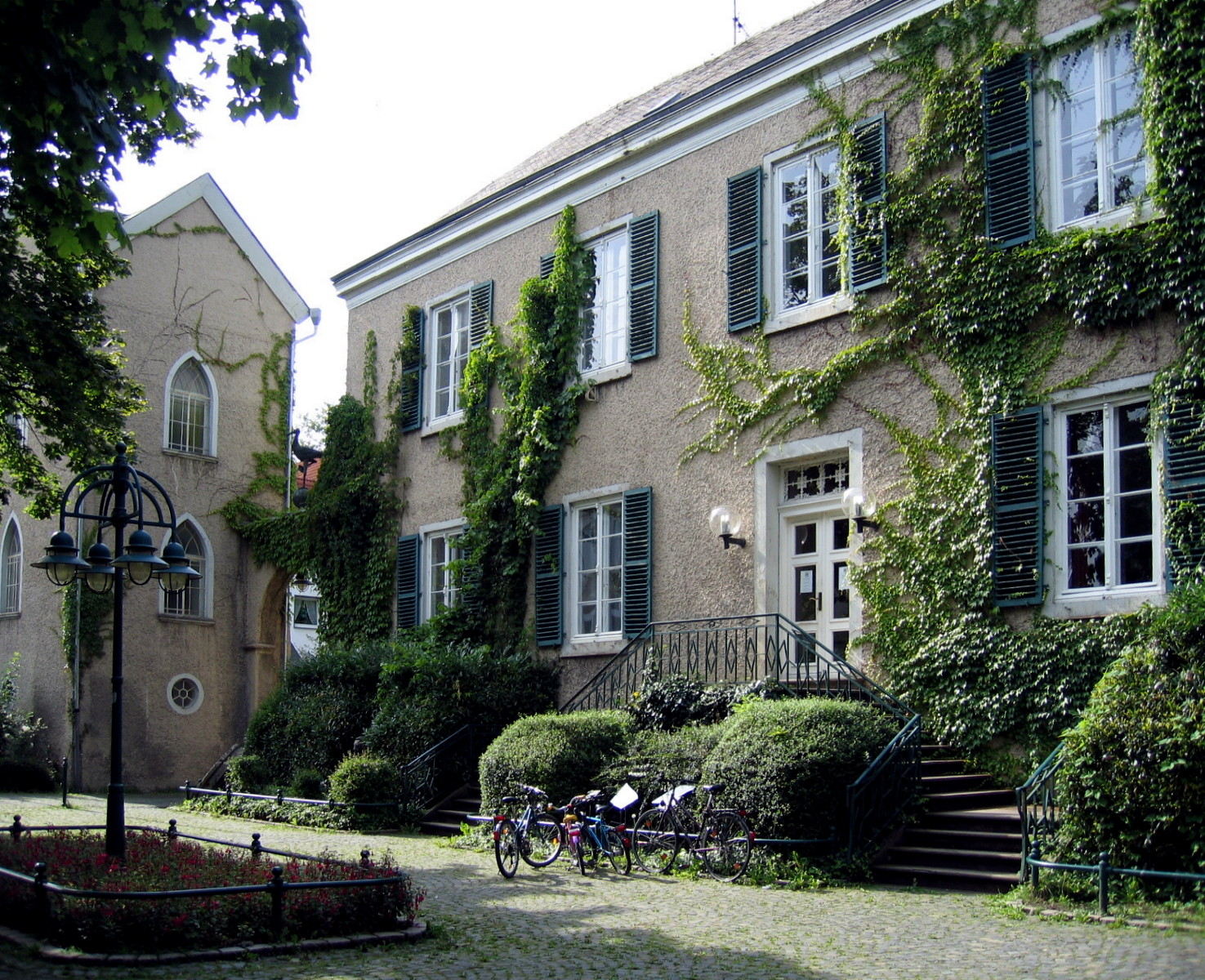
Haus Letmathe in Iserlohn

- Stadtmuseum Iserlohn „Haus der Heimat“, Iserlohn
- Varnhagensche Bibliothek, Iserlohn
- Historische Fabrikenanlage Maste-Barendorf, Iserlohn (Nadelmuseum, Gelbguss, Künstlerwerkstätten)
- Iserlohner Museum für Handwerk und Postgeschichte, Iserlohn
- Deutsches Höhlenmuseum, Iserlohn
- Städtisches Museum Haus Letmathe, Iserlohn
- Ruhrtalmuseum Schwerte
- Höhlenkundemuseum, Hemer
- Deutsches Kaltwalzmuseum Hohenlimburg (jetzt Stadt Hagen)
- Heimatmuseen in jeder Stadt

### Galerien
- Städtische Galerie Iserlohn
- Villa Wessel, Iserlohn – Kunstausstellungen
- Galerie Bengelsträter, Iserlohn
- Galerie im Parktheater Iserlohn

### Musik
- Städtische Musikschule Iserlohn
- Iserlohner Herbsttage für Musik, internationale Meisterkurse
- Iserlohner Gitarrensymposium (jährlich)
- Jazzclub Henkelmann des „Hot Club Iserlohn“ (ältester deutscher Jazzclub)
- Iserlohner Orgelwochen (jährlich)

### Bauwerke und Kulturdenkmale
- Danzturm Iserlohn
- Bismarckturm Iserlohn
- Oberste Stadtkirche Iserlohn
- Bauernkirche Iserlohn

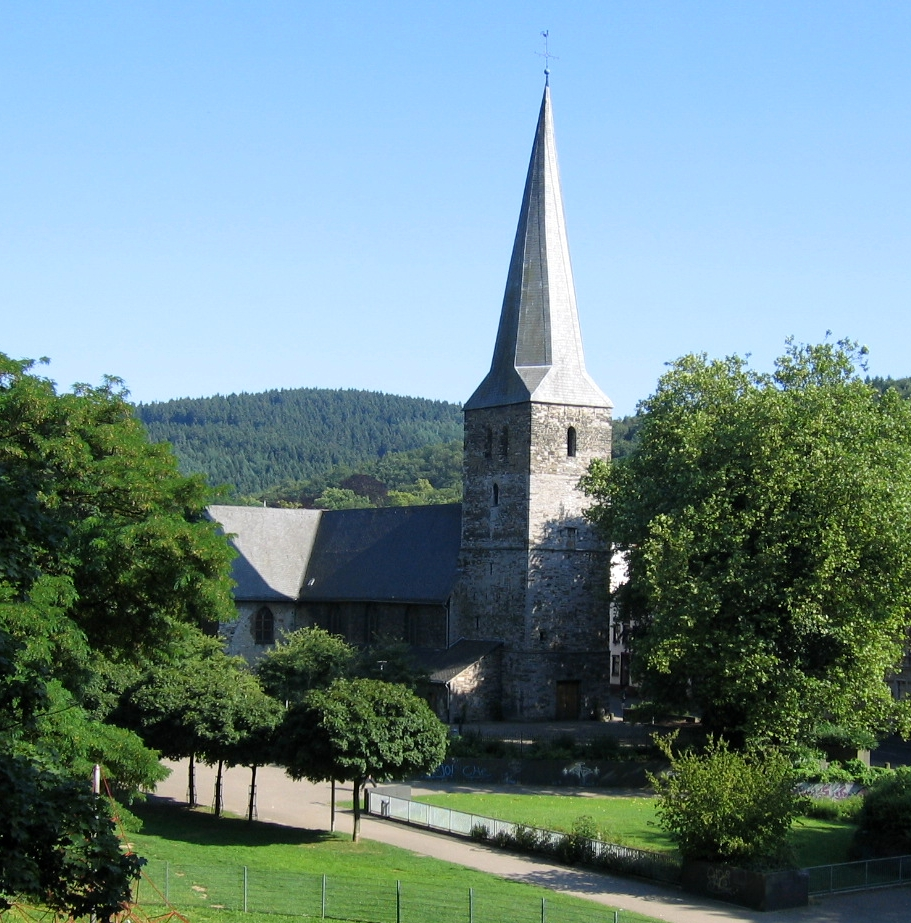
Die Bauernkirche in der Iserlohner Altstadt

- Evangelische Kirche Iserlohn-Hennen
- Haus Letmathe in Iserlohn-Letmathe (Herrensitz)
- Altstadt Iserlohn (mit Stadtmauer)
- Schloss Hohenlimburg (jetzt Stadt Hagen)
- Schloss Dahlhausen (Menden-Halingen)

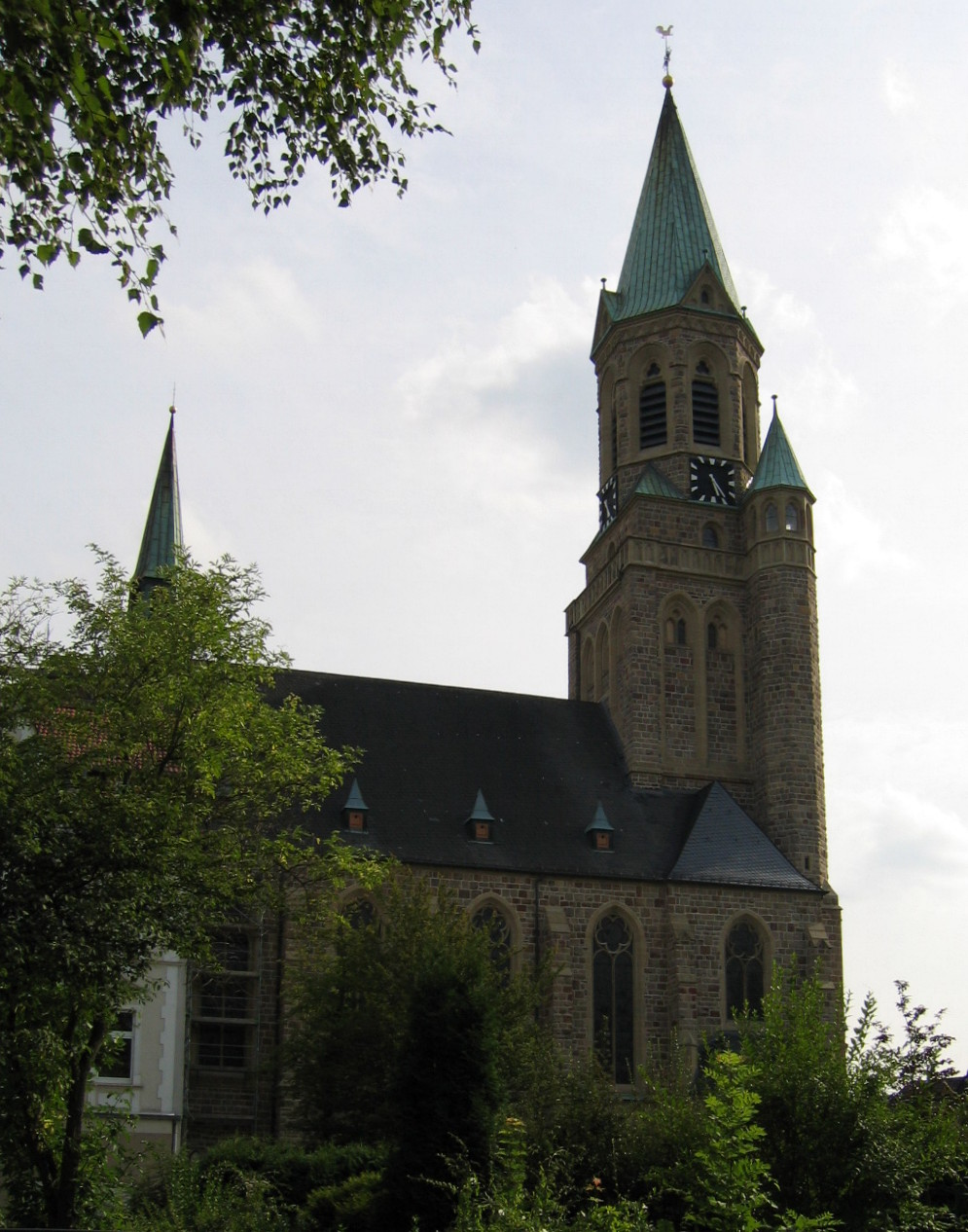
Pfarrkirche St. Kilian in Iserlohn-Letmathe

- Altes Rathaus Schwerte
- Haus Hemer (Alter Herrensitz)
- Altes Wasserwerk (Westhofen)
- Ruine Haus Berchum

### Naturdenkmale
- Dechenhöhle Iserlohn
- Heinrichshöhle Hemer
- Pater und Nonne (Iserlohn-Oestrich)
- Steinzeitliche Fundstellen (Iserlohn-Grürmannsheide)
- Felsenmeer Hemer
- Lenneauen (Garenfeld, jetzt Stadt Hagen)

## Kfz-Kennzeichen
Am 1. Juli 1956 wurde dem damaligen Landkreis bei der Einführung der bis heute gültigen Kfz-Kennzeichen das Unterscheidungszeichen IS zugewiesen. Es wurde bis in den Januar 1975 (im Januar 1975 mit der Kombination IS-MK) ausgegeben.